# Аренд Схумакер
Аренд Схумакер (хол. Arend Schoemaker; 8. новембар 1911 — 11. мај 1982) био је холандски фудбалски нападач који је био део холандске фудбалске репрезентације на светском првенству 1934.